# Муканна
Муканна(араб. المقنع, що означає “ замаскований, в масці”), справжнє ім’я Хашим ібн Хакім (араб. هاشم بن حكيم  )  - хорасанський проповідник, ватажок сектантської течії та організатор повстання проти Аббасидів, яке за правління халіфа аль-Махді (775-785 рр.) охопило весь Мавераннахр.

## Ранні роки
Рік народження Муканни ніде не згадується. За загальним свідченням авторів історичних хронік, Муканна народився в селищі Каза, розташованому між Балхом та Мервом. Оскільки Муканну називають «мервцем», селище це повинно було знаходитися в сільській окрузі ближче до Мерва. У дитинстві і юності Муканна займався тим, що відбілював тканини. У той час в Хорасані і Мавераннахрі ткацька справа була широко поширена, і відбілювання тканин, як одна з необхідних допоміжних ремесел ткацтва, служила для багатьох основним джерелом прожитку. Через розбіжності перекладу  існує також версія, що він займався пранням білизни.
Ім'я Муканни було Хашим ібн Хакім. Існує ще одна мало поширена версія, згідно з якою ім'я Муканни було Ата( араб. عطاء  - дар).  Батько його Хакім належав до числа хорасанських воєначальників, сархангів еміра за часів Абу Джафара аль-Мансура.  З першого погляду може здатися дивним, як міг син сарханга займатися подібним ремеслом. Однак під сархангом найчастіше в той час мався на увазі воєначальник вельми дрібного масштабу, наприклад десятник. За словами ан-Наршахі, Муканна так само, як і його батько, був сархангом за часів Абу Мусліма. Таким чином, вони служили у свій час разом. 
«Історія Бухари» так описує Муканну: «Був Муканна родом з околиць Мерва, із селища, що називається Каза, а ім'я його було Хашим ібн Хакім. І спочатку займався він відбілюванням тканин, а потім захопився вивченням наук і зібрав свідчення всякого роду,  вивчив магію і чаклунство. Був він надзвичайно тямущий, прочитав безліч книг з давніх наук і сильно опанував мистецтво волхвування... ». Дані свідчать про різнопланові наукові знання Муканни, хоча багато авторів зображують його як простого фокусника або чарівника. Припускається, що він знав кілька мов, а саме середньоперську та соґдійську мови, адже ними було написано багато книг  того часу, присвячених питанням філософії, літератури, історії, математики, фізики, алхімії, медицини та інших наук - як природних, так і «магічних». Вивчаючи численні науки, Муканна, очевидно, займався також алхімією і фізикою - дисциплінами, які отримали широкий розвиток в Хорасані і Макераннахрі задовго до поширення ісламу. Але оскільки науки ці не стали ще в той час загальним надбанням, цілком можливо, що його фізичні і хімічні досліди представлялися неосвіченим спостерігачам «чаклунством» і «чарами». Крім того, існує версія, що під час одного з його алхімічних експериментів стався вибух, і частина його обличчя була сильно травмована, саме тому  решту життя він приховував його. 
За іншою версією, Муканна завжди мав потворну зовнішність, тому, щоб люди не бачили його каліцтва, він носив маску. З “Історії Бухари”: “ Хашим був родом із Балха, а прізвисько Муканна отримав тому, що ходив з покритим обличчям та головою, бо був дуже бридким і голову його покривали пархи і лисина. При цьому він був кривий на одне око. Він постійно носив зелене покривало на голові та обличчі.” 
Муканна брав участь у повстанні Абу Мусліма, який, згідно з найбільш достовірними джерелами, в 742 році очолював рух проти Омеядів в Хорасані і Мавераннахрі, а в 748 році підняв відкрите повстання. В цьому повстанні Муканна брав участь в якості ватажка одного з загонів. На 759 рік припадає початок проповідницької діяльності Муканни. Окрім цього, він брав участь  в заколоті Абд аль-Джаббара, і потім за звинуваченням щодо заколоту та  за антиаббасидську проповідь Абу Джафар аль-Мансур, другий аббасидський халів, наказав його заарештувати, привезти в щойно збудований Багдад і там посадити його до в’язниці. Муканна просидів там кілька років, потім йому вдалося втекти та повернутися  до  рідного Мерва. Ще одна версія щодо походження прізвиська випливає з цих подій. Цілком ймовірно, що  в юності Муканна не прикривав обличчя маскою. Однак, звільнившись з в'язниці аль-Мансура, він розпочав таємну підготовку  нового повстання проти арабських загарбників, саме тому Хашим ібн Хакім змушений був надіти маску, щоб змінити свою зовнішність, і таким чином позбутися від переслідування халіфських шпигунів.

## Повстання під проводом Муканни

### Підготовка та початок
Ще до повстання Муканна оголосив себе проповідником, запевняючи  людей, що говорить від імені Бога, який втілився в ньому, як раніше він це робив в тілі  Адама, Ноя, Ібрагіма, Мойсея, Ісуса, Мухаммеда і Абу Мусліма, якого Муканна оголошує найближчим своїм попередником.  Ідея про втілення божества в людині було використано для додання особливого авторитету проголошеному ним вченні. Його вчення представляло собою химерну суміш маздакізму разом з містичною складовою ісламу, хоча Муканна, заперечуючи мусульманську релігію, і виступав проти ісламу і іноземних завойовників і закликав народ до збройного повстання. Народні ж маси, доведені до відчаю іноземним гнітом, швидко відгукнулися на його заклик. Піднімаючи повстання, Муканна дозволив своїм послідовникам грабувати і знищувати всіх, хто чинить опір.
Повернувшись з в'язниці в Мерв, Муканна успішно розвинув там пропаганду своїх ідей, і багато жителів цього міста таємно перейшли на його сторону. Відібравши вірних людей, він розіслав їх в усі кінці країни  і з їх допомогою всюди привертав народ на свій бік. В результаті діяльності цих емісарів жителі багатьох селищ Бухари і Самарканда, відійшовши від ісламу,  підтримали програму повстання. Ще до відкритого вступу на політичну арену самого Муканни, його численні послідовники захопили владу в тих селищах і деяких містах, розташованих далеко від арабських військових центрів, наводячи страх на загарбників і серйозно погрожуючи засадам ісламу.
Досвід першого періоду пропаганди переконав Муканну в тому, що найбільш сприятлива для повстання ситуація виявилася в Мавераннахрі, долинах Кашкадар'ї і Заравшана. Від думки розпочати рух в Мерві і його окрузі йому довелося відмовитися - занадто великі були сили еміра Хорасана, щоб в такій близькості від нього підняти повстанняю.  Першим селищем, яке відкрито оголосило про своє приєднання до Муканна, було селище Субах в околицях Кеша. 
Так як чорний колір був офіційним кольором одягу Аббасидів,  Муканна, який остаточно зрікся правлячої династії, протиставив цьому символу їх влади білий колір. Він наказав своїм прихильникам одягатися в білий одяг, що стали з тих пір ознакою приналежності до руху Муканни. Тому в історію прихильники Муканни увійшли під прізвиськом «люди в білому одязі».
Початком самого руху прийнято вважати 776 р.  Події в Согді розгорталися з винятковою швидкістю. Охопивши долину Кашкадар'ї, повстання перекинулося на Заравшан. Один з найбільших центрів руху намітився в Бухарі і її околицях.  Захопивши владу в Нахшабі і в Кеші, влада перейшла до рук «людей в білому одязі», керував ними Абдаллах ібн Омар. Саме тут і перебував Муканна, який не боявся бути схопленим на даній території. У цих місцях Муканна задумав побудувати для себе головну базу - неприступну фортецю, до якої ворогам було б нелегко підступити. Об'їздивши з цією метою Гісарський хребет, він знайшов найбільш придатною для будівництва фортеці гору Санам, на якій вже стояв старовинний замок. За наказом Муканни його люди звели навколо нижньої тераси міцну високу кам'яну стіну, що утворила  важкодоступне зміцнення. Власне кажучи, тут були дві фортеці - одна всередині іншої. Зовнішня фортеця мала джерело води, тут росли дерева та посіви. Усередині її на скелі містилася внутрішня фортеця - цитадель, де і жив зі своїми близькими і вартою Муканна. У зовнішній фортеці перебувало військо, добре забезпечене провіантом. Сидячи в фортеці, Муканна керував своїми прихильниками в Мавераннахрі і розсилав звідти гінців з наказами, розпорядженнями та посланнями. 

### Основний перебіг подій
Численні групи «людей в білому одязі» з'явилися в сільській окрузі Бухари. Муканні, незважаючи на підтримку худата Бун'ята заволодіти самою Бухарою не вдалося. Тому сили були кинуті на селище Наршах, де повстанці згодом побудували міцну фортецю і перевели туди свій центр. Перші бої між військом намісника та “людьми в білому одязі” не були досить вдалими ні для однієї із сторін через недостатню підготовку до війни, тому і рішучої переваги ні в кого не було. Один із таких боїв у фортеці Наршах мав подібну розв’язку, і обидві сторони погодилися на мир. У договорі було записано, що «люди в білому одязі» відтепер не будуть грабувати майно людей, не стануть завдавати шкоди мусульманам (тобто арабам) і, склавши зброю, розійдуться по своїх селах. Але коли війська еміра відійшли,« люди в білому одязі »порушили договір і як і раніше продовжували свою справу.
Тим часом положення ж Муканни в фортеці на горі Санам значно зміцнилося, тому і було відносно спокійним. У фортеці були воїни, зброя та провізія. Кілька разів до неї підходило військо з Мерва, але кожен раз, зазнавши поразки, змушене було відступити. Мухаммад аль-Махді  - третій аббасидський халіф - на чолі численної армії  прибув в Нішапур і звідти надіслав проти Муканни військо під командуванням Джабраїла ібн Яхьї. 
Облога Наршахі тривала чотири місяці. Кожен день з ранку до вечора тривали запеклі бої, з яких повстанці виходили переможцями, 4 місяці тривала облога, але згодом воїнам Джабраїла вдалося увірватися до фортеці: мусульмани почали рити глибокий рів від свого табору до фортечного муру Нершаха; роботи відбувалися вночі, викопану ділянку робочі зміцнили дерев'яними стовпами, на які поставили настил зі хмизу, очерету та землі, маскуючи таким чином підкоп; коли останній був підведений під одну з основних веж поблизу воріт, Джабраїл ібн Яхья віддав розпорядження накласти побільше дрів, облити нафтою і підпалити, однак вогонь не розгорався внаслідок того, що вітер не міг проникнути в майже закрите приміщення; тоді вирішено було поставити катапульти, прямо проти тієї вежі, під яку був підведений підкоп; машини були приведені в дію; в башті утворився великий пролом, що спричинив обвал в підкопі; вітер проник у відкритий прохід, і вогонь дуже швидко охопив всю споруду. В результаті всього цього в стіні, що оточувала Нершах, стався великий обвал. Через неоднакову кількість людей з боку супротивників, повстанці були в невигідному становищі, тому були змушені погодитись на умови противника. Основні умови не сильно відрізнялись від попередньої домовленості, окрім заборони на тримання та носіння зброї та видачі своїх ватажків халіфу.  Відповідно до цього договору повстанці вийшли з фортеці, перетнули рів і вступили в арабський табір. Війна в Наршахі закінчилася. Однак більшість сільських жителів Бухари залишилося прихильниками і послідовниками Муканни. Втративши Наршарх, Муканна по-суті втратив Бухарський регіон, і всі подальші події зосередились в районі Кашкадар’ї під його безпосереднім керівництвом та Соґду під керівництвом Согдіана (Саада), назначеного самим Муканною.
Покінчивши з повстанцями Наршаха, Джабраїл рушив на Самаркандский Соґд, щоб і там придушити рух «людей в білому одязі», ряди яких поповнилися   уцілілими повстанцями з Бухари.
Ватажком самаркандських повстанців був Согдіан. Командуючи «людьми в білому одязі», він дав Джабраїлу кілька жорстоких битв, в яких переможцями найчастіше залишалися повстанці. Після довгих і наполегливих боїв в одній із сутичок Согдіан був убитий. «Люди в білому одязі» розсіялися. Частина їх пішла та осіла в Самарканді.
На противагу зростаючим ворожим військам  Муканна звернувся по допомогу до тюрків, які виділили великий загін вершників, частина якого залишилася, щоб підтримати «людей в білому одязі», а частина вирушила до Муканни в фортецю на горі Санам. Ватажка тюркського війська, який прибув на допомогу Муканні і самаркандським повстанцям  звали Фаллух-хакан. Оскільки він був убитий в одному з боїв, згодом тюрки розсіялися і повернулися до себе, але до цього вони займали досить активну позицію, роблячи постійні набіги.
Прийшовши в Самаркандский Согд, Муаз ібн Муслім, очільник однієї з халіфських армій, вступив в жорстокі, кровопролитні бої з повстанцями і тюрками, завдав їм великих втрат, але домогтися остаточної перемоги не зміг. Тоді він залишив частину своєї армії в допомогу Джабраїлу ібн Яхьї, а з рештою військом рушив до фортеці Муканни, але ця акція була не вдала, і з початком холодів він розвернув свої війська від фортеці. Джабраїл все ще продовжував вести бої, які не мали особливого успіху. Затяжні воєнні дії не додавали ентузіазму, тому скоро відбулася майже повна заміна очільників. Мусаяб ібн Зухайр був призначений намісником Хорасана. Відразу почавши активно діяти, він прийшов на допомогу Муазу ібн Мусліму, і, об'єднані під його командуванням, арабські загони значно зміцніли і змогли дати відсіч повстанцям.

### Придушення повстання
Коли в Самарканді і Бухарі «люди в білому одязі» були остаточно переможені, а тюркські загони, зазнавши поразки, пішли, халіф Махді направив всі сили на захоплення фортеці і самого Муканни, призначивши в цій війні головним намісника Герата Саїда аль-Храші. Він наказав Саїду побудувати у гори Санам ціле місто, призначенням якого було забезпечувати всім необхідним війська та  вести довготривалу облогу фортеці Муканни. 
Положення захисників фортеці в зв'язку з цим стало погіршуватися: постійні людські втрати та неможливість отримати підкріплення, поступове скорочення припасів, а також переорієнтація поглядів людей ззовні, які раніше підтримували Муканну. В останньому пункті відіграли роль і тюрки, які постійно грабували місцеве населення. Крім того, кільком халіфським воїнам вдалося пробратися до зовнішньої фортеці та вбити одного з воєначальників повстанців, що теж негативно вплинуло на бойовий дух останніх, і ті невдовзі здали зовнішню фортецю.  Таким чином в 783 році бої за Санам скінчилися.

### Наслідки
Хоча зі взяттям фортеці Санам та смертю Муканни прийнято пов’язувати придушення повстання після довгої боротьби Аббасидського халіфату та місцевої аристократії, антиарабські настрої не викорінилися серед місцевих підкорених жителів Мавераннахра. Спалахи окремих повстань «людей в білому одязі» в подальші роки відбувалися в різних куточках Середньої Азії. Одним із наймасштабніших повстань, що стало результатом діяльності Муканни, було повстання під проводом Рафі ібн Лейса в Самарканді. Арабські завойовники були змушені для упокорення населення Мавераннахра на початку IX століття залучити до управління місцеву династію Саманідів (819-999 рр.)

## Смерть Муканни
З приводу смерті Муканни існує кілька версій у зв’язку з розходженням джерел  стосовно даного питання. Але більшість із них говорить про його самогубство. Згідно з Ат-Табарі, Муканна, коли побачив неминучу загибель, випив яду. Увірвавшись у фортецю, мусульмани знайшли труп, відрубали йому голову і віднесли її халіфові Мехді, який в цей час був в Халебі.  Згідно ан-Наршахі, Муканна спалив себе в печі, перед цим змусив випити отруту своїх близьких.  Бар Єврей (Абу-аль-Фарадж), так само як і Нершахі, розповідає, що Муканну, який  передбачаючи свою загибелі кинувся у полум’я печі, причому також змусивши випити отруту своїх наближених. У творі "Хронологія" ал-Біруні, торкаючись смерті Муканни, автор наводить дві суперечливі версії: згідно з однією, Муканна був убитий, по інший - він сам спалив себе. У джерелах немає згоди з питання про останні хвилини Муканни. Ан-Наршахі наводить дві дати смерті Муканни - 166 рік (782-783) та 167 рік (783-784). За словами ал-Біруні, це сталося в 169 році(785-786), але  традиційно дату смерті ототожнюють з датою придушення повстання — 783 рік.